# A kecske és a kos
A kecske és a kos (orosz cím: Козел да баран [ejtsd: Kozel da baran]) 1974-ben bemutatott magyar rajzfilm, amelyből Meséről mesére című rövidfilm első fele. Az animációs játékfilm rendezője és írója Richly Zsolt, zeneszerzője Balázs Árpád. A mozifilm a Pannónia Filmstúdió gyártásában készült.

## Rövid tartalom
Az orosz népmesében az okos kecskét és a gyámoltalan kost elkergetik otthonról, de ők, legyőzve a farkasokat, hűséggel hazatérnek és megmentik gazdáikat.

## Alkotók
- Írta és rendezte: Richly Zsolt
- Dramaturg: Osvát András
- Zenéjét szerezte: Balázs Árpád
- Operatőr: Henrik Irén
- Hangmérnök: Bársony Péter
- Vágó: Czipauer János
- Mozdulattervezők: Bánki Katalin, Koltai Jenő, Maros Zoltán, Szalay Edit
- Gyártásvezető: Csillag Márta

Készítette a Pannónia Filmstúdióban